# سمیر پورجزایری
سمیر پورجزایری (زاده ۱۳۲۹) سیاست‌مدار ایرانی است، که در دوره ششم مجلس شورای اسلامی به‌عنوان نماینده حوزهٔ انتخابیهٔ خرمشهر، از استان خوزستان در مجلس شورای اسلامی حضور داشت.